# کورت بیندر
کورت بیندر (آلمانی: Kurt Binder؛ زاده ۱۰ فوریهٔ ۱۹۴۴) یک فیزیک‌دان در زمینه فیزیک نظری اهل اتریش است. او در سال ۲۰۰۷ برنده مدال بولتزمن شد.